# Wenchangs satellituppskjutningscenter
Wenchangs satellituppskjutningscenter (文昌卫星发射中心; Wénchāng wèixīngfāshèzhōngxīn) är en rymdraketbas i Kina. Basen är belägen utanför Wenchang i Hainan.
Wenchangs satellituppskjutningscenter färdigställdes 2014 och är Kinas fjärde rymdraketbas. Dess geografiska läge bara 19° norr om ekvatorn är fördelaktigt för uppskjutningar med tunga farkoster, och basen är tänkt att användas för att skjuta upp raketerna Chang Zheng 5, Chang Zheng 6 och Chang Zheng 7, och även senare Chang Zheng 9. Wenchangs satellituppskjutningscenter utvecklades som en del i Projekt 921 i Kinas rymdprogram, och uppförandet påbörjades 2007.